# Sandino
Sandino – gmina na Kubie w prowincji Pinar del Río. Znajduje się w zachodniej części kraju. Jej powierzchnia wynosi 1710,87 km², w tym 7,87 km² na wyspach. Czyni ją to największą z gmin prowincji. Populacja wynosi 37 233 osoby (2014). Została utworzona w 1976 roku.
Na obszarze gminy, na krańcu półwyspu Guanahacabibes, znajduje się przylądek San Antonio – najbardziej wysunięty na zachód punkt Kuby.
Nazwę gminy nadano dla upamiętnienia nikaraguańskiego rewolucjonisty Augusto Sandino.